# Imprimeria Națională
Compania Națională Imprimeria Română (CNIN) este o tipografie deținută de Statul Român, fiind organizată ca societate comercială pe acțiuni cu capital majoritar de stat.
Se află sub autoritatea Ministerul Finanțelor Publice.
Este producător cu titlu de exclusivitate a hârtiilor de valoare de natura timbrelor, banderolelor sau etichetelor utilizate la marcarea produselor supuse accizelor, formularelor cu regim special, certificatelor de trezorerie, bonurilor de tezaur, timbrelor fiscale, formularelor pe suport electronic.

## Date suplimentare
Compania Națională "Imprimeria Națională" - S.A. (Imprimeria Națională) este o companie deținută de Statul Român, fiind organizată ca societate comercială pe acțiuni cu capital integral de stat. Interesul statului ca acționar este reprezentat de Ministerul Finanțelor Publice. Imprimeria Națională este o unitate tipografică, care are însă capacități de producere de documente electronice. Este liderul național în domeniul tiparului de securitate.
Este producător cu titlu de exclusivitate a hârtiilor de valoare de natura timbrelor, banderolelor sau etichetelor utilizate la marcarea produselor supuse accizelor, formularelor cu regim special, certificatelor de trezorerie, bonurilor de tezaur, timbrelor fiscale, formularelor pe suport electronic, pașapoartelor electronice, permiselor de ședere temporară pentru cetățenii străini, permiselor de mic trafic în regimul micului trafic de frontieră, colantului uniform de viză, documentelor de călătorie, cardurilor naționale de asigurări sociale de sănătate. 
Imprimeria Națională s-a remarcat în anul 2008, când a reușit să pună în circulație pașaportul electronic la data de 31.12.2008,în 6 luni după ce a primit această sarcină prin lege, evitând aplicarea de sancțiuni financiare României, respectiv anularea finanțării Schengen Facility (569 milioane euro). La acea dată, Comisia Europeană demarase  o acțiune de infringement contra României, acțiunea de precontencios administrativ fiind deja realizată. Această realizare este considerată cea mai importantă contribuție a unei companii de stat ca aport financiar european. România și Bulgaria erau singurele țări din Uniunea Europeană care în anul 2008 nu puseseră în circulație pașaportul electronic.  
Pașaportul electronic românesc se vinde cu 47 de euro (fără TVA si taxa consulară la bugetul de stat), la o cantitate de 400.000 bucăți pe an, deși are pagina de date de policarbonat, cipul încorporat în pagina de date, imaginea perforată în pagina de date, fotografie în umbră ink-jet pe prima pagină de vize, hârtie cu fir metalic tricolor încorporat. Comparativ, pașapoartele din Franța, Germania și Marea Britanie, deși au pagina de date de hârtie și cipul în copertă, se vând cu 70 - 90 de euro, la cantități de peste 3 milioane bucăți pe an.
Imprimeria Națională a avut un rol major în îndeplinirea de către România a condițiilor tehnice de aderare la spațiul Schengen: România este prima țară din Uniunea Europeană care lansat în decembrie 2008 (față de termenul regulamentat de iunie 2009) colantul uniform de viză Schengen. De asemenea, Imprimeria Națională a lansat permisul de mic trafic de frontieră cu Republica Moldova în timp record, conform standardelor europene.
Imprimeria Nationala a fost desemnata cea mai transparenta unitate apartinand sectorului public din Romania pe data de 13 decembrie 2010, fiind În fruntea Topului Transparenței Sectorului Public, întocmit de Alianța pentru o Românie Curată. Topul a fost realizat de echipa Alianței pentru o Românie Curată în urma monitorizării răspunsurilor pe care agențiile și companiile statului le-au furnizat la cererea de informații publice în baza Legii nr.544/2001 privind liberul acces la informațiile de interes public, cu modificările ulterioare.

## Directori Generali Imprimeriei Naționale
- 1992 - 1996: Dumitru Mocanu (de profesie ofițer MAPN)
- 1996 - 2001: Ion Barbu (de profesie inginer)
- 2001 - 2009: Dan Docan (de profesie jurist)
- 2009 - prezent: Sorin Toader (de profesie inginer)

## Rezultate financiare
Număr de angajați"
- 2011: 473
- 2008: 460[3].

Cifra de afaceri:
- 2006: 138.287 mii lei
- 2007: 159.757 mii lei
- 2008: 187.443 mii lei
- 2009: 193.390 mii lei